# かごしま健康の森公園
かごしま健康の森公園（かごしまけんこうのもりこうえん）は鹿児島県鹿児島市犬迫町に位置する鹿児島市立の都市公園（総合公園）である。指定管理者制度により、公益財団法人鹿児島市公園公社が、管理・運営を行っている。

## 概要
鹿児島市制100周年記念事業の一環として、「緑豊かな自然の中で楽しみながら健康運動ができる公園」をモットーに、1992年にオープンした 。自然に囲まれた静寂な高台に位置しており、正門から一直線上に人工の滝、水路（水遊び広場）、噴水、その先に桜島の雄大な眺めを望むことができる。

## 沿革
- 1992年（平成4年）4月 - 鹿児島市制100周年記念事業の一環としてかごしま健康の森公園として開園する[3]。

## 施設

### 有料施設
- 体育館 - バドミントン、卓球、バレーボール、バスケットボールなど
- プール
  - 屋内プール
    - 温水プール - 25m遊泳プール、流れるプール
    - 温泉プール - 歩行プール、保養プール、円形プール

  - 屋外プール（夏期のみ） - 児童用プール、ウォータースライダー
- テニスコート
- 運動広場 - ソフトボール、サッカーなど
- パターゴルフ場

### その他施設

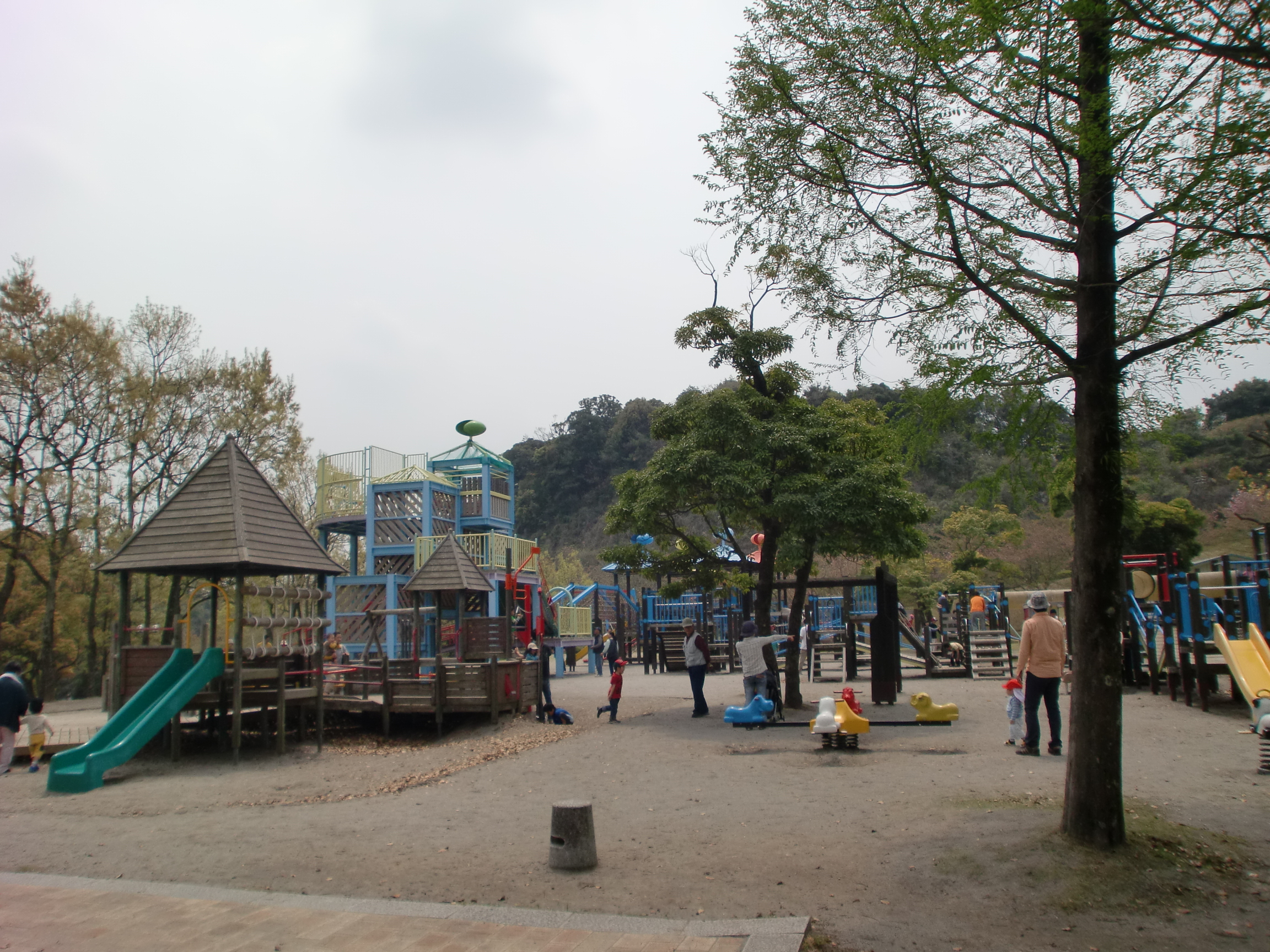
わんぱく広場（アスレチック遊具）

- 多目的広場
- ジョギングコース
- 草スキー場
- わんぱく広場（アスレチック遊具）
- その他自然観察園、芍薬園、遊歩道など

## 交通アクセス
- 鹿児島中央駅より鹿児島交通バス「健康の森公園線」で約30分。1時間おきに運行。
- 駐車場（無料）約1,000台。